# Меметика
Меме́тика — теория содержания сознания и эволюции культуры, построенная по аналогии с генетикой и биологической теорией эволюции Дарвина и берущая начало из концепции мема, предложенной биологом Ричардом Докинзом в книге «Эгоистичный ген» (1976 г.). Сторонники меметики описывают её как подход к эволюционным моделям передачи культурной информации на основе концепции мемов.
Мемы, аналогичные генам в генетике, определяются как единицы культурной информации (идеи, верования, поведенческие шаблоны и т. д.), заключённые в разуме одного или многих индивидов и способные воспроизводить себя, передаваясь от одного разума к другому посредством имитации, научения и др. Таким образом, вместо индивида, влияющего на другого индивида и передающего ему свою идею, в центр внимания ставится сама идея-репликатор, воспроизводящая себя в новом носителе. Как и гены, мемы подвержены мутациям, искусственной селекции и естественному отбору. Так же как и в генетике (в особенности, в рамках докинзовского геноцентричного взгляда на эволюцию), репродуктивный успех мема зависит от его способности влиять на эффективность своего носителя по передаче этого мема другим носителям.
Меметика описывает содержание сознания как совокупность мемов, а эволюцию культуры – как эволюцию мемов и мемокомплексов (групп взаимосвязанных мемов), происходящую за счёт копирования, мутаций и естественного отбора мемов. Меметика также отличается тем, что отходит в сторону от традиционной концентрации внимания на истинности идей и убеждений. Вместо этого она ставит во главу угла их способность копировать себя, независимо от их истинности.
Профессиональный электронный журнал «Journal of Memetics» выходил с 1997 по 2005 годы, после чего прекратил своё существование. Научный статус меметики носит спорный характер.

## История меметики

### Предыстория: идея мема

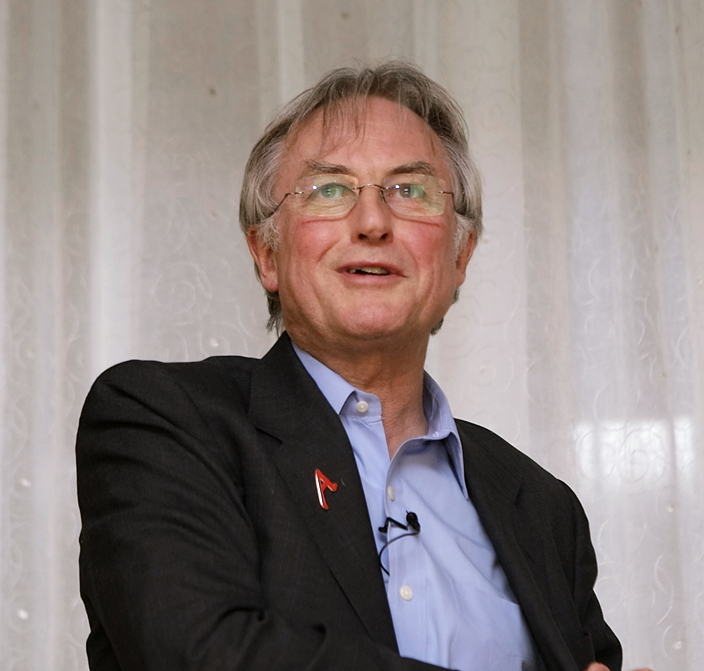
Ричард Докинз, один из авторов идеи мема

Ещё Дарвин в своих работах проводил чёткую аналогию между эволюцией видов и эволюцией человеческих языков. Этой темы касался также эволюционный биолог Уильям Гамильтон в работе, посвящённой теории кин-отбора[уточнить]. 
В 1898 году В. М. Бехтерев в своей статье «Роль внушения в общественной жизни» предложил концепцию «Ментальных микробов», которые «подобно настоящим физическим микробам, действуют везде и всюду и передаются через слова и жесты окружающих лиц, через книги, газеты и пр.»
Термин «меметика» является транслитерацией древнегреческого слова μιμητής (mimētḗs), означающего «имитатор, притворщик». В 1904 году немецкий биолог-дарвинист Рихард Земон использовал его в своей работе «Die mnemischen Empfindungen in ihren Beziehungen zu den Originalempfindungen», переведённой в 1921 году на английский язык под названием «The Mneme».
В последней главе книги «Эгоистичный ген» (1976) этолог Ричард Докинз (англ. Richard Dawkins) представил слегка изменённый термин «meme» (по-английски читается «мим», в русский язык термин вошёл как «мем»), описывающий единицу передачи информации в человеческой культурной эволюции, аналогичной гену в генетике. В те же годы биологи Эдвард Осборн Уилсон и Чарльз Ламсден предложили концепцию культургена, которая тоже построена на аналогии между механизмами передачи генетической и культурной информации.
В своей книге Докинз утверждает, что мем — единица информации, находящаяся в мозгу и являющаяся мутирующим репликатором в культурной эволюции человечества. Он рассматривает мемы как закономерности, способные влиять на своё окружение и обладающие способностью к размножению — репликации. Данная теория стала объектом споров среди социологов, биологов и учёных других дисциплин.

Сам Докинз не предоставил удовлетворительного объяснения, каким образом репликация единиц информации в мозгу контролирует человеческое поведение и через него культуру, поскольку основной темой книги была генетика. Кроме того, термин «единица информации» многими учёными трактуется по-разному. Докинз в «Эгоистичном гене» обсуждал идею мема лишь для того, чтобы подчеркнуть, что молекулы ДНК — не единственные возможные репликаторы, способные послужить основой для дарвиновской эволюции (копироваться и подвергаться мутациям и естественному отбору). (В книге «Слепой часовщик» (1986) он также рассмотрел гипотезу Г. Кернс-Смита о зарождении жизни в результате эволюции ещё одного типа репликаторов — неорганических кристалликов глины.) Сравнение с мемами, имеющими иную природу, должно было помочь читателю абстрагироваться от конкретной физической природы генов и перейти к представлению об абстрактном репликаторе произвольной природы. В примечаниях ко 2-му изданию «Эгоистичного гена» (1989) Докинз указал на возрастающую популярность понятия «мем» и в связи с этим отметил:
«Это заставляет меня повторить, что мои покушения на человеческую культуру чрезвычайно скромны и сводятся практически к нулю. Мои истинные стремления <…> направлены совсем в другую сторону. Я хочу потребовать признания почти безграничной силы за чуть неточно самореплицирующимися единицами, если уж они возникли где-то во Вселенной. <…> Я не уверен, что человеческая культура в самом деле обладает всем необходимым для того, чтобы привести в действие какую-то форму дарвинизма. Но в любом случае этот вопрос играет в моих построениях лишь вспомогательную роль. <…> Моей целью было поставить ген на место, а не создавать великую теорию человеческой культуры».
В частности, Докинз оспаривал мнение некоторых своих коллег-биологов о том, что любая черта человеческого поведения или культуры обязательно должна иметь какое-то биологическое преимущество, то есть служить для более успешного размножения их генов. Докинз подчёркивал, что те или иные черты поведения и культуры могут существовать, потому что они способствуют успеху репликаторов какой-то иной природы, например, тех самых мемов. При этом Докинз в «Эгоистичном гене» подчёркивал существенные различия между генами и мемами и несовершенство аналогии между ними.
В книге «Расширенный фенотип» (1982) Докинз также кратко обсуждал идею мемов как культурных репликаторов, снова отмечая существенные отличия между генами и мемами и неполноту аналогии между ними: 1) мемы не выстраиваются в хромосомы, и у них нет локусов; 2) точность копирования у них существенно ниже; 3) «мутации» мемов могут быть не только случайными, но и направленными. И далее Докинз пишет:
«Всех этих несхожестей может показаться достаточно, чтобы счесть аналогию с генетическим естественным отбором бесполезной и даже решительно сбивающей с толку. Я лично подозреваю, что эта аналогия ценна главным образом не тем, что поможет нам понять человеческую культуру, а тем, что отточит наши представления о генетическом естественном отборе. Это единственная причина, по которой я так самонадеянно затронул данную проблему, ведь чтобы рассуждать о ней, я недостаточно знаком с имеющейся культурологической литературой».
—
Как отмечает психолог и историк науки Джереми Бёрмэн в журнале «Perspectives on Science», Докинз не намеревался вводить понятие мема в качестве культурного аналога гена. Мем был лишь метафорой или риторическим приёмом для другой цели: переопределения единицы естественного отбора в биологии и смещения фокуса от генов к более общему двигателю эволюции — репликатору, лишь частным случаем которого являются гены. Вопреки распространённому мнению, в намерения Докинза не входило основание новой науки — меметики. Это произошло случайно. В своём эссе «Эгоистичный мем» (1999) Докинз писал:
«Меня время от времени обвиняют в предательстве мемов, отказе от своих взглядов… Но правда состоит в том, что мои первоначальные намерения были гораздо скромнее, чем могли бы желать некоторые сторонники меметики. <…> Слово [мем] было введено в конце книги, поскольку иначе могло бы показаться, что она превозносит „эгоистичный“ ген как конец и начало всего, фундаментальную единицу отбора. Существовал риск, что мои читатели могли неправильно понять послание как только о молекуле ДНК… Так и появился мем».

### История меметики как самостоятельной дисциплины

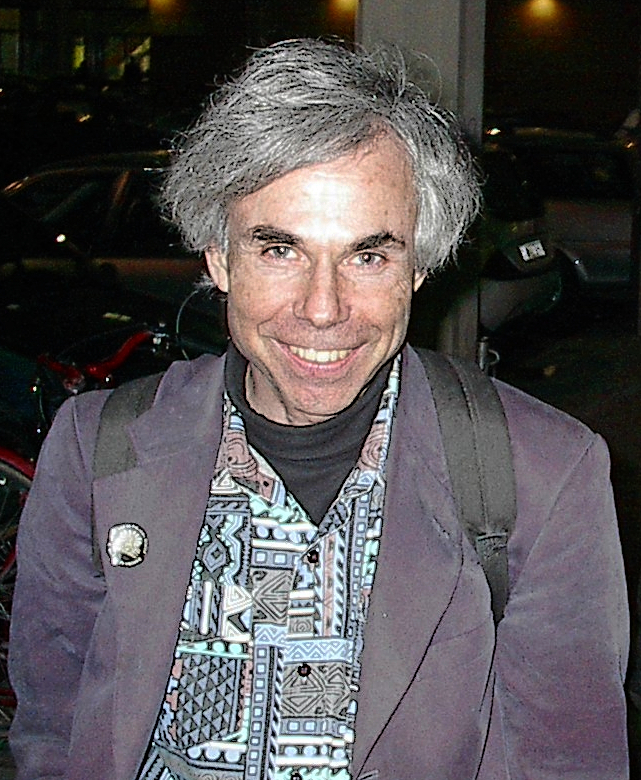
Дуглас Хофштадтер, предложивший понятие «меметика»

Современное меметическое движение начинает отсчёт с середины 1980-х годов. В январе 1983 года в «Metamagical Themas», колонке Дугласа Хофштадтера в журнале «Scientific American», а также в одноимённом сборнике статей было опубликовано предложение назвать дисциплину, изучающую мемы, «меметикой» (по аналогии с генетикой). Исследования меметики отличаются от мейнстримной культурной эволюционной теории тем, что её сторонники зачастую не являются антропологами или социологами и зачастую не имеют академического образования. Широкое влияние «Эгоистичного гена», без сомнения, помогло объединить людей самых разных интеллектуальных традиций. 
Другим важным стимулом стала публикация в 1992 году книги «Объяснённое сознание» (Consciousness Explained), написанной Дэниелом Деннетом, профессором Университета Тафтса (Tufts University), в которой концепт мема встраивался в теорию разума. 
Ричард Докинз в эссе «Вирусы сознания» (Viruses of the Mind, 1993) использует положения меметики для объяснения феномена религиозной веры и различных сторон организованных религий.
В своём современном виде меметика ведёт отсчёт с выхода в 1996 году двух книг авторов, не относящихся к академическому мейнстриму:
- «Virus of the Mind: The New Science of the Meme» Ричарда Броуди (Richard Brodie), бывшего менеджера компании «Майкрософт»,
- «Thought Contagion: How Belief Spreads Through Society» Аарона Линча, математика и философа, много лет проработавшего инженером в Национальной ускорительной лаборатории им. Энрико Ферми («Фермилаб»).

Линч разработал свою теорию независимо от академических культурно-эволюционных дисциплин, узнав об «Эгоистичном гене» Докинза лишь незадолго до публикации своей книги.
Практически одновременно с публикацией книг Линча и Броуди в интернете появился новый электронный журнал на базе Центра политического моделирования Городского университета Манчестера (Manchester Metropolitan University) — «Journal of Memetics — Evolutionary Models of Information Transmission» («Журнал меметики — эволюционные модели передачи информации»). Электронный журнал вскоре стал центром публикаций и дискуссий нарождающегося меметического сообщества. В 1999 году Сьюзен Блэкмор (Susan Blackmore), психолог Университета Западной Англии, опубликовала работу «The Meme Machine», в которой более полно проработаны идеи Деннета, Линча и Броди и сделана попытка их сравнения с различными подходами академических культурно-эволюционных дисциплин, а также изложены новые теории эволюции языка и человеческого восприятия собственной самости, основанные на меметике.

Журнал просуществовал с 1997 по 2005 год: в 2005 году был издан последний выпуск, в котором была опубликована статья Брюса Эдмондса The revealed poverty of the gene-meme analogy — why memetics per se has failed to produce substantive results, в которой он объяснил неудачу меметики и потерю интереса исследователей к работе в этой области отсутствием как интерпретационной, так и предсказательной концепции аналогии ген-мем, после чего журнал прекратил существование.
В книге «Бог как иллюзия» (2006) Ричард Докинз снова коснулся идеи мемов. В частности, по поводу точности их копирования он отмечал, что при передаче мема, состоящего из дискретных единиц (например, навыка, состоящего из набора операций; или фразы, состоящей из слов) может осуществляться самокоррекция этой передачи за счёт собственного мышления приёмщика. Это происходит за счёт того, что приёмщик не просто бездумно подражает образцу и повторяет его, а с помощью мышления распознаёт, например, какие операции важны в данном навыке, а какие нет, и копирует именно эти операции, а также корректирует их, зная, какой результат требуется получить. Или он угадывает в фразе слово, имеющееся в его собственном лексиконе, даже если он его плохо расслышал. И так далее. Это повышает точность копирования и передачи мемов, состоящих из дискретных единиц. После этого Докинз снова отмечает:

Но в любом случае на данной начальной стадии развития первоочередной задачей теории мемов не является выработка всеобщей теории культуры, аналогичной генетической теории Уотсона и Крика. Разрабатывая идею мемов, я главным образом хотел оспорить мнение, согласно которому гены – это единственный и уникальный объект, с которым только и может работать дарвиновская эволюция. Иначе у читателей книги "Эгоистичный ген" могло возникнуть именно такое впечатление.

## «Интерналисты» и «экстерналисты»
Практически сразу же по возникновении меметическое движение разделилось на тех, кто следует определению мемов как единиц информации в мозгу, данному Докинзом, и тех, кто желает определить их в качестве наблюдаемых культурных артефактов и поведения. Два направления изучения меметики получили названия «интерналистского» и «экстерналистского». Среди известных интерналистов — Линч и Броди, среди экстерналистов — Дерек Гатерер, учёный-генетик из ливерпульского John Moores University, и Уильям Бензон, исследователь культурной эволюции и музыки.
Основным обоснованием для экстернализма служит утверждение, что внутренние структуры мозга невозможно наблюдать и меметика не может развиваться как наука — особенно, как наука, основывающаяся на количественных измерениях, — если не перенести её акцент на те аспекты культуры, которые можно прямо переводить в количественные данные. Возражения интерналистов заключаются в том, что активность мозга и его состояния в конце концов будут доступны для наблюдения при помощи новых технологий, что, по мнению большинства культурных антропологов, культура включает в себя убеждения, а не артефакты, и что артефакты не могут быть репликаторами в том же смысле, в каком репликаторами можно считать психические сущности или нуклеиновые кислоты.
Наиболее продвинутой работой интерналистского направления меметики можно считать изданную в 2002 году книгу Роберта Аунгера, антрополога из Кэмбриджского университета, под названием «The Electric Meme» («Электрический мем»). Аунгер также организовал конференцию в Кэмбридже в 1999 году, на которой известные социологи и антропологи отчитались о прогрессе меметики и результатом которой стала публикация в 2002 году книги «Darwinizing Culture: The Status of Memetics as a Science» («Дарвинизированная культура: состояние меметики как науки»), под редакцией Аунгера и со вступлением Деннета.

## Дальнейшее развитие
Сьюзен Блэкмор в 2002 году вновь определяет мем как любую информацию, скопированную от одной персоны к другой, будь то привычки, предпочтения, навыки, песни, истории и т. д. Она также утверждает, что мемы, подобно генам, следует рассматривать в качестве репликаторов, то есть как информацию, копируемую вариационно и селективно. Мемы (и, следовательно, человеческие культуры) развиваются по причине того, что выживают лишь некоторые вариации. Мемы копируются путём подражания, обучения и других методов, и борются за выживание в нашей памяти и за шанс быть вновь реплицированными. Большие группы мемов, копируемых и передаваемых совместно, получили название коадаптированных мемических комплексов, или мемплексов. По определению Блэкмор, таким образом, мем реплицируется посредством имитации. Для этого необходима способность мозга к обобщённой или селективной имитации модели. Поскольку процесс социального научения различается у людей, процесс имитации не может стать абсолютно точным. Общность идеи может выражаться различными вспомогательными мемами; частота мутаций в меметической эволюции крайне высока, и мутации возможны даже в момент любого взаимодействия в рамках имитационного процесса. Данное наблюдение вызывает интерес при наблюдении, что социальная система, состоящая из сети микровзаимодействий, на макроуровне создаёт культуру.

## Новые разработки
Ричард Докинз в работе «A Devil’s Chaplain» указывает, что в действительности существует два различных типа меметических процессов. Первый — тип культурной идеи, действия или экспрессии, не имеющий широкой вариации. Примером можно назвать одного из студентов Докинза, научившегося некоторым манерностям Витгенштейна. Однако он также описывает самокорректирующийся мем, весьма защищённый от мутаций — например, шаблоны оригами в начальных школах. Исключение происходит в редких случаях, мем передаётся точной последовательностью инструкций. Данный тип мема, как правило, не развивается и редко мутирует. Некоторые меметисты, однако, рассматривают данное явление в качестве протяжённости мемической силы, а не в виде двух различных мемов.
Другое определение дано Хокки Ситунгкиром и преследует цель ввести более жёсткий формализм для мемов, мемплексов и демов, рассматривая мем в качестве культурной единицы культурных комплексных систем. Он основывается на дарвиновском генетическом алгоритме с некоторыми модификациями для учёта различных эволюционных паттернов генов и мемов. Описывая метод меметики как рассмотрение культуры в виде комплексной адаптивной системы, он говорит о меметике как об альтернативной методологии культурной эволюции. Однако существует множество возможных определений слова «мем»; например, в рамках компьютерной симуляции термин «меметическое программирование» используется для определения определённой вычислительной точки зрения.
Меметику можно с лёгкостью понять как метод научного анализа культурной эволюции. Однако сторонники меметики, по данным «Journal of Memetics», считают, что у «меметики» есть потенциал стать важной и многообещающей дисциплиной по анализу культуры, используя рамку эволюционных концептов. Кейт Хенсон, автор статьи «Memetics and the Modular-Mind» (1987), утверждает, что меметике необходимо инкорпорировать эволюционную психологию для понимания психологических особенностей носителя мемов.
Применение меметики к сложному комплексу проблем социальных систем, устойчивости среды, было принято на сайте thwink.org. При помощи мемических типов и меметического инфицирования в некоторых стоковых и потоковых симуляционных моделях, Джек Хэрик продемонстрировал несколько интересных феноменов, лучше всего объясняемых при помощи меметики. Одна модель, «The Dueling Loops of the Political Powerplace», описывает фундаментальную причину коррупции как политическую норму, возникшую вследствие наследуемых структурных преимуществ одной петли обратной связи над другой. Другая модель, «The Memetic Evolution of Solutions to Difficult Problems», использует мемы, эволюционные алгоритмы, и научный метод для демонстрации того, насколько сложные решения развиваются со временем и как можно улучшить процесс. Инсайты, полученные благодаря этим моделям, используются для инженерии элементов меметических решений проблемы устойчивости среды.
В книге «Selfish Sounds and Lingiustic Evolution» (2004) австрийский лингвист Николаус Ритт предпринял попытку операционализировать меметические концепты и использовать их для объяснения долгосрочных звуковых изменений в раннем английском языке. Утверждается, что генерализованная дарвиновская рамка для обращения с культурными изменениями может предоставить объяснение там, где отступают центрированные на говорящем индивиде подходы. В книге делаются сравнительно конкретные гипотезы насчёт возможных материальных структур мемов и приводятся два эмпирически богатых исследования.
В своей статье «A Memetic Paradigm of Project Management» (2005) Стивен Уитти выдвигает гипотезу, что проект-менеджмент является мемплексом с языком и историями осуществляющих его людей в основе. Данный радикальный и, по словам некоторых, еретический подход призывает менеджеров проектов считать многое из того, что они называют проектом и его менеджментом, иллюзией и человеческим конструктом, скрывающим в себе ряд чувств, ожиданий и ощущений, вызываемых, обрабатываемых и описываемых человеческим мозгом. Подход также требует от менеджеров проектов держать в уме, что причины для использования проект-менеджмента сознательно не вызываются с целью максимизировать доход. Менеджеры должны рассматривать проект-менеджмент в качестве естественно возникающих, самообслуживающихся, развивающихся самоподобных структур, существующих ради самих себя.
Сьюзен Блэкмор ставит вопрос о «третьем репликаторе», который, по её мнению, должен сменить со временем мемы, точно также, как мемы в своё время появились и «заменили» гены в эволюционном процессе.

## Методология меметики
В меметике концепции из эволюционной теории (в особенности популяционной генетики) переносятся на человеческую культуру. Меметика также использует математические модели в попытке объяснить такие социальные явления, как религия и политические системы. Для того, чтобы признать, что культура подчиняется законам дарвинизма, достаточно обнаружить, что её единицы проявляют три ключевых для дарвинистской модели качества — наследственность, изменчивость и воспроизводство с различной частотой. Именно это приводит к тому, что со временем самые приспособленные единицы культуры широко распространяются, а плохо приспособленные — исчезают. Чтобы успешно воспроизводиться, единицы культурной информации должны стремиться к другим трём целям — максимальной точности своей передачи (чтобы избежать мутаций), широчайшему распространению и как можно более долгому по времени воспроизводству. Те из них, которые наилучшим образом решают эти три задачи, являются триумфаторами в процессе эволюции культуры. Принципиальная критика меметики включает утверждение, что меметика игнорирует последние достижения в других полях (социологии, когнитивной психологии, социальной психологии и др.).

## Меметика о религии
По определению сторонников меметики, религия состоит из мемов. Ричард Докинз постоянно обращается к вопросам интерпретации религии с атеистических позиций. Как утверждают сторонники меметики, некоторые фундаментальные евангелические религиозные движения тратят много времени на прозелитизм, однако для «размножения» подобных мемов необходимо, чтобы они предоставляли человеку некоторые психологические выгоды: катарсис как освобождение от накопленного чувства вины, ощущение собственной праведности и вера в загробный мир как защитные механизмы, религиозный экстаз. Впрочем, это требование не обязательно: российский приверженец меметики И. Носырев в книге «Мастера иллюзий. Как идеи превращают нас в рабов» приводит пример секты скопцов, где прозелитизм зачастую был насильственным. Поскольку вступление в секту предполагало кастрацию адепта, оскоплённый, осознавший, что возврат к обычной жизни невозможен, превращался в ярого приверженца учения, активно его распространявшего. Сама скопческая община (точно так же, как и монастырь) предстаёт неким подобием человеческой популяции (поскольку демонстрирует преемственность поколений и постоянство численности его членов), однако вместо биологического воспроизводства здесь имеет место воспроизводство мемов, продолжающееся благодаря постоянному вовлечению новых адептов из окружающего мира. Такого рода сообщества (сюда относятся христианские и буддистские монастыри, ашрамы некоторых индуистских течений, манихейские общины и т. п.), широко распространённые в истории религий, Носырев называет квазипопуляциями — их суть в полном подчинении человеческой деятельности задачам распространения и воспроизводства мемов.
Многие крупнейшие мировые религии (и, возможно, вообще все религии) стали объектом сознательной меметической модификации в течение времени. Иудаизм и христианство, ислам, мормонизм и другие, согласно меметической гипотезе, развились через вариации, модификации и меметические рекомбинации из некоего общего монотеистического предшественника или предшественников. Утверждается (но не доказывается), что зороастризм служил в качестве широко распространённого меметического предшественника, из которого якобы были взяты многие элементы иудаизма, христианства и ислама. Предполагается, что подобные предшественники сами стали следствием экстенсивной меметической инженерии, возможно более значительной, чем модификации происходящих из них религий (поскольку ранние религиозные мемосистемы обладали меньшим «питательным сырьём»).
Религиозные правые в США несут общее сообщение[уточнить], построенное вокруг религиозной догмы. Посредством присоединения консервативных политических взглядов к христианскому религиозному евангелизму («пиггибэкинг мемов») они связали определённый набор политических идей, мемплексов, с отдельным набором религиозных идей, мемплексов, которые реплицировались крайне эффективно в течение многих столетий. Христианство обращало сторонников веками, теперь во многих случаях религиозное обращение становится также и политическим обращением. (Ср. культурная гегемония и cuius regio, eius religio.) Политико-религиозные мемплексы формируются и реформируются, развиваются и разрушаются со временем.
Некоторые духовные практики (например, буддизм) продвигают экологические и моральные ценности, с которыми согласны многие люди.
Авраамические религии более фокусируются на преданности трансцендентному божеству и следованию моральным кодам поведения, включая социальный и этический коды, влияющие на любой аспект жизни, начиная от публичного поведения и заканчивая сексуальной экспрессией. Подобные религии считают благом посвящать свою жизнь служению нуждам других. С другой стороны, христианство и ислам также пропагандируют прозелитизм. Поскольку корни и ислама, и христианства лежат в иудаизме, а также поскольку иудаизм остаётся менее популярной религиозной системой, данный феномен можно рассматривать как удачную меметическую мутацию для саморепликации.
Дэниел Дэннет использовал идею религии как мема или мемокомплекса в качестве основы при рассмотрении религии в своей книге «Breaking the Spell».

## Нерешённые вопросы меметики
- Каким образом можно измерить мем как единицу культурной эволюции?
  - Измерение предполагает некоторого рода нотациональное описание для полезного обозначения содержания мема.
  - Измерение предполагает обозначение воспроизведения мема, историческое (т. н. мемология) и текущее.
  - Измерение предполагает наличие инструментов по прогнозированию будущего мемов.
- Насколько отличаются биологическая и культурная эволюции?
- В чём заключается взаимодействие между меметическим подходом и последними достижениями в области компьютерной науки, включая вычислительную социологию?
- Поскольку меметика занимается вопросами культурной эволюции и многие культурные элементы передаются посредством языка, почему область исторических и эволюционнолингвистических знаний игнорируются при обсуждении меметики?
- Способна ли меметика удовлетворять классическим требованиям науки к валидности исследований (фальсифицируемость, когерентизм, бритва Оккама)?

Все эти вопросы не являются принципиально нерешаемыми — сторонники меметики предлагают различные гипотезы и напоминают о том, что до открытия ДНК генетика многими учёными рассматривалась как лженаука или «мягкая» наука именно потому, что не было известно, в каких именно единицах кодируется наследственная информация.

## Критика
Научный статус меметики носит спорный характер. Многими учёными меметика критикуется как псевдонаука, а заявления её сторонников — как «непроверенные, необоснованные или некорректные». В то же время, меметика имеет ряд сторонников. В частности, в «The Skeptic Encyclopedia of Pseudoscience» одновременно со статьёй психолога Джеймса Поличака «Memes as Pseudoscience» есть статья парапсихолога и скептика Сьюзан Блэкмор «Memes as Good Science». Как отмечает в другой своей статье последний автор: «Идея мемов как культурного аналога генов спорная, и большинство биологов до сих пор отвергают её. Тем не менее, меметика может многое рассказать о природе человека».
Критики меметики не считают обоснованным перенесение принципов генетики на анализ информационных процессов в других сферах. Луис Бенитес-Брибьеска называет меметику «псевдонаучной догмой» и, среди прочего, «опасной идеей, представляющей угрозу серьёзным исследованиям проблем сознания и культурной эволюции». Он обращает внимание на отсутствие физического носителя для «кодирования информации» в мемах (такого, как ДНК в генетике) и на чрезмерную нестабильность предполагаемого механизма мутаций мемов (низкая точность репликации и высокий уровень мутаций), что сделало бы эволюционный процесс хаотичным.
В монографии Т. Тайлера «Memetics: Memes and the Science of Cultural Evolution» относительно развития идей меметики указано следующее: 1) в отличие от генов, мемы не существуют в реальности, это лишь научная абстракция; 2) меметика — это псевдонаука, зашедшая в тупик в середине 2000-х гг.; 3) культура не может быть чётко разделена на отдельные самостоятельные единицы; 4) меметика игнорирует достижения других наук (она повторяет теорию эволюционной эпистемологии К. Поппера и некоторые другие научные концепции, фактически не добавляя к ним ничего принципиально нового). В последнем номере журнала «Journal of Memetics» неутешительный итог меметического движения был подведён Брюсом Эдмондсом в статье «Выявленное убожество аналогии гена и мема: почему меметика неспособна сама по себе произвести существенных результатов».
В статье «Интернет-мемы как феномен массовой культуры» данное направления было характеризовано следующим образом:

вся «научность» меметики, была и остается на уровне яркой остроумной аналогии с «генами-репликаторами». Меметика навсегда застряла на уровне блестящего, публицистически броского сравнения ген-мем-вирус, эксплуатируя при этом все таящиеся в обществе подспудные страхи и опасения по поводу возможности манипуляции сознанием научными методами— Савицкая Т. Е. «Интернет-мемы как феномен массовой культуры»
Российский генетик, академик РАН С. Г. Инге-Вечтомов так высказался о сходстве передачи информации:

Хотя мы и не знаем пока закономерностей этого сигнального наследования, но очень много общего между наследованием в популяциях и передачей вот такой вот информации негенетическим путём. Ну, скажем, как гены мутируют, так и идеи мутируют. Некоторые опечатки меняют смысл слова, и при переписывании текста вы получаете искаженные тексты, иногда — с другим смыслом. Как в случае популяционной генетики есть поток генов — прибегают мыши-мигранты из соседнего дома, из соседнего какого-то леска и приносят с собой свой генетический запас — у них своя генетическая структура, так и идеи приходят, минуя границы, и обогащают или разрушают имеющуюся систему идей. Ну и так далее и тому подобное.
Но главное отличие сигнального наследования от классического генетического наследования такое: при стандартном генетическом наследовании не происходит наследования приобретенных признаков. Это хорошо известный принцип Вейсмана — он известен по тому идиотскому эксперименту, который ставил великий ученый Август Вейсман: он отрубал мышам хвосты в течение нескольких поколений, и всё равно мыши рождались хвостатыми. Почему эксперимент дурацкий — потому, что девицы вынуждены каждое новое поколение терять невинность, хотя этот признак мог бы целесообразно унаследоваться.— Инге-Вечтомов С. Г. «Ответственность биолога. Генетика, эволюция, человек. Часть 2»
Иная критика исходит от учёных в области семиотики: мем является примитивной трактовкой понятия знака. Мем представляет собой знак без его триадной природы; то есть является вырожденным знаком, способным только к копии. Если говорить в более широком смысле, объектом копирования являются мемы, в то время как объектами перевода и интерпретации являются знаки.
Миджли Мэри критикует меметику по меньшей мере по двум причинам. Первая: культура не может быть хорошо понята через изучение её маленьких частей, как культура шаблонного типа, сравнимо с океаническим течением. Гораздо больше факторов — исторических и других, стоит принимать во внимание, потому что культура складывается из них. Вторая: если мемы не являются мыслями (и таким образом не когнитивное явление), как настойчиво утверждает Дэниел Деннет в книге «Опасная идея Дарвина», тогда их онтологический статус остаётся открытым вопросом, и сторонники меметики (которые также являются редукционистами) могут сомневаться, существуют ли мемы вообще. Вопросы можно продолжать дальше — идея мема сама по себе мем, или это истинное понятие. Получается, меметика является попыткой получения знаний через органичные метафоры, которые являются сомнительным исследовательским методом, так как их применение само по себе имеет эффект сокрытия того, что не вписывается в их сферу. Вместо того, чтобы изучать реальную действительность, без предубеждений, меметика, как и многие другие социально-биологические объяснения общества, полагают, говоря, что яблоко подобно апельсину, что это и есть действительный анализ яблока.

## Терминология
- Мем — устойчивая структура информации, способная к репликации.
- Мемотип — действительное информационное содержание мема.
- Мемокомплекс (иногда: мемплекс) — группа мемов, в которой развились взаимоподдерживающие и симбиотические отношения. Мемокомплекс — набор взаимоподкрепляющих идей. Мемокомплексы рассматриваются аналогично симбиотическим коллекциям индивидуальных генов, составляющих генетический код биологических организмов. Примером мемплекса может служить какая-либо религия.
- Мемоид (мембот) — неологизм, используемый для людей, которые до такой степени оказались во власти определённого мема (или мемплекса), что вопросы их собственного выживания становятся несущественными. В качестве примера можно привести камикадзе, террористов-самоубийц и сектантов, совершающих массовый суицид. Термин впервые введён Кейтом Хенсоном[англ.] в работе «Memes, L5 and the Religion of the Space Colonies» (1985)[34]. Ричард Докинз на него ссылается во 2-м издании книги «Эгоистичный ген»[35].